# Керкебет (район)
Керкебет — район зоби (провінції) Ансеба, що в Еритреї. Столиця — місто Керкебет.